# المحكمة الدستورية في السودان
المحكمة الدستورية في السودان هي المحكمة الحارسة للدستور السودان ودساتير الولايات وتعتبر أحكامها نهائية وملزمة. لا تخضع أعمال السلطة القضائية والأحكام والقرارات والإجراءات والأوامر التي تصدرها محاكمها لمراجعة المحكمة الدستورية.  تتكون المحكمة من تسعة أعضاء يعينهم رئيس الجمهورية بناءً علي توصية المفوضية القومية للخدمة القضائية وموافقة ثلثي جميع الممثلين في مجلس الولايات. للمحكمة رئيس يعّينه رئيس الجمهورية بموافقة النائب الأول لرئيس الجمهورية من بين القضاة المعينين. يكون رئيس المحكمة مساءلاً لدى رئاسة الجمهورية. ولاية القاضي في هذه المحكمة سبع سنوات ويجوز تجديدها. يقع مقر المحكمة بولاية الخرطوم ويجوز لها أن تعقد جلساتها عند الاقتضاء في مكان آخر يقرره الرئيس بالتشاور مع الأعضاء.

## إختصاصات المحكمة
- تفسير النصوص الدستورية بناءً علي طلب من رئيس الجمهورية أو الحكومة القومية أو حكومة أي ولاية أو المجلس الوطني أو مجلس الولايات .
- الاختصاص عند الفصل بالمنازعات التي يحكمها هذا الدستور ودساتير الولايات بناءً علي طلب من الحكومة أو الشخصيات الاعتبارية أو الأفراد .
- حماية حقوق الإنسان وحرياته الأساسية .
- الفصل في دستورية القوانين والنصوص وفقاً للدستور والدستور الانتقالي أو دساتير الولايات .
- الفصل في النزاعات الدستورية فيما بين مستويات الحكم وأجهزته بشأن الاختصاصات الحصرية أو المشتركة أو المتبقية .
- الاختصاص الجنائي في مواجهة رئيس الجمهورية والنائب الأول لرئيس الجمهورية وفقاً لأحكام المادة 60 (2) من الدستور كما لها اختصاص جنائي في مواجهة نائب رئيس الجمهورية ورئيسي مجلسي الهيئة التشريعية القومية وقضاة المحكمة العليا القومية .
- أي اختصاصات أخرى يحددها الدستور أو القانون أو دساتير أي من الولايات.